# Николай Киров
Николай Киров, познат с прозвището Белия е бивш български футболист, понастоящем треньор по футбол.
Като футболист играе на поста вратар за отборите на Марица Пловдив, Ботев Пловдив и Добруджа Добрич.

## Биография
Завършва средното си образование в СОУ „Христо Г. Данов“ – Пловдив.
В своята кариера на футболист играе на поста вратар. Юноша е на Марица (Пловдив). В А група изиграва общо 42 мача за отборите на Марица Пловдив, Ботев Пловдив и Добруджа Добрич.
На 13 юни 2007 г. е назначен за старши треньор на отбора от Източна Б група Спартак (Пловдив).
През август 2016 г. поема тимът на Ботев (Пловдив) като старши треньор, като ги извежда до триумф в турнира за Купата на България и Суперкупата на България същия сезон.
Прякорът му „Белия“ идва от бившия футболен съдия Атанас Узунов, който го нарича така поради светлата кожа и русата коса на Киров.
През април 2020 г. е назначен за старши треньор на Арда (Кърджали). През сезон 2020/2021 ги класира на финал за Купата на България, загубен от ЦСКА с 1:0.
През септември 2021 година напуска Арда и става старши треньор на ЦСКА 1948.

## Успехи като треньор
Купа на България:
- - Ботев (Пловдив)
- 1(2016/17)
- 1(2018/19)
  - Арда (Кърджали)
- 1(2020/2021)

Суперкупа на България:
- - Ботев (Пловдив))
- 1 (2016/17)

Лични треньорски успехи:
- Треньор №1 на България за 2020 година